# شلالات سيدي واضح
شلالات سيدي واضح من بين أهم الشلالات في ولاية تيارت ووجهة سياحية بامتياز

## موقع
يقع شلال سيدي واضح ببلدية ملاكو ويلعد عنها حوالي 08 كم شمال بمحاذات وادي مينا الذي ينبع من جبل الأخضر ضواحي بلدية توسنينة

## وصلة خارجية
- شلال سيدي واضح